# Rio da Conceição
Der Rio da Conceição ist ein etwa 20 km langer linker Nebenfluss des Rio Tibaji im Inneren des brasilianischen Bundesstaats Paraná.

## Geografie

### Lage
Das Einzugsgebiet des Rio da Conceição befindet sich auf dem Segundo Planalto Paranaense (Zweite oder Ponta-Grossa-Hochebene von Paraná).

### Verlauf
Sein Quellgebiet liegt im Munizip Tibagi auf 907 m Meereshöhe etwa 20 km westlich des Hauptorts. 
Der Fluss verläuft in seiner ersten Hälfte in Richtung Nordosten und wendet sich dann in nordwestliche Richtung. Er mündet auf 663 m Höhe von links in den Rio Tibaji. Er ist etwa 20 km lang.

### Munizipien im Einzugsgebiet
Der Rio da Conceição verläuft vollständig innerhalb des Munizips Tibagi.